# Bartolomé de las Casas
Bartolomé de las Casas [bartolomé de las kásas], španski teolog, duhovnik, zgodovinar, filozof, kronist in borec za pravice južnoameriških staroselcev, * 24. avgust 1474 oz. 1484, Sevilja, Španija, † 17. julij 1566, Madrid, Španija.
Bil je pronicljiv pisec in pomembna oseba španskega dvora. Bil je prvi odposlani duhovnik v Ameriko. Danes ga pojmujemo kot prvega Evropejca, ki se je trudil za odpravo ekonomske, politične in kulturne neenakopravnosti kolonialnega sistema v Južni Ameriki. Bil je borec za človekove pravice, ki je verjel, da so edini pravi »lastniki« Novega sveta staroselci in da je prihod Špancev namenjen le njihovemu pokristjanjevanju. Zato je leta 1514 začel svoj pohod za pravice staroselcev z željo po mirni kolonizaciji s pomočjo misijonarjev.

## Življenje

### Mladost in šolanje
Bartolomejeva družina izhaja iz Francije in se je kasneje ustalila v Sevilji, kjer si je pridobila ugled in bogastvo. Rodil se je materi Isabeli de Sosa in očetu Franciscu de las Casasu, trgovcu in enemu prvih Evropejcev, ki so videli Novi kontinent. Podatki o njegovem izkrcanju v Ameriki niso gotovi, zgodovinarji pa menijo, da je Kolumba (skupaj s svojim bratom, kapitanom Franciscom de Peñaloso) spremljal samo na njegovi drugi odpravi. Vrnil se je leta 1497, ko je Bartolomé kot vojak šel v Granado in nato v Sevilji na Katoliški akademiji, ki jo je vodil Antonio de Nebrija, študiral latinščino. Oče mu je za darilo pripeljal moškega iz plemena »Taínos«, ki je z njim ostal do leta 1500, ko se je zaradi dekreta kraljice Izabele Katoliške vrnil nazaj v domovino.

### Prvi stiki z Novim svetom in odnos do staroselcev
Bartolomé je skupaj s svojim očetom in stricem odpotoval na Novi kontinent na Hispanjolo leta 1502 v odpravi Nicolása de Ovanda. Takrat je imel 28 let in je že pridobil teološko izobrazbo. Odšel je iz radovednosti in želje po širjenju katoliške vere. 
V Seviljo se je vrnil leta 1506 in svojo pot nadaljeval proti Rimu, kjer je bil imenovan za diakona. Ko se je čez dve leti odpravil nazaj na Hispanjolo, je prevzel prezbiterij portoriškega škofa in bil tako imenovan za prvega poslanega duhovnika v Novem svetu. Takrat je bil priča protestom proti izkoriščanju staroselcev, ki sta jih izvajala dominikanca Pedro de Córdoba in Antonio de Montesinos. Dosegla sta tudi zakon, ki je priznaval staroselce za svobodne prebivalce, vendar ga upravniki niso sprejeli. Tudi Bartolomé je bil prvih petnajst let enak ostalim kolonizatorjem: bil je upravnik, imel je rudnike in haciende ter pri obdelovanju zemlje izkoriščal staroselce. Spoznal se je s Cortésom, Pizarrom, Alvaradom in leta 1511, ko je bil imenovan za duhovnika v Santu Domingu, skupaj z Diegom de Velázquezom in Pánfilom de Narváezom odšel osvojit Kubo. S Hispanjole je prejemal novice o upravniških izkoriščanjih staroselcev, zato je začel dvomiti v legitimnost njihovega sistema.

### Prvi boji za pravice staroselcev
Leta 1514 se je zoperstavil konkvistadorski politiki in se odpovedal svojim haciendam ter svojim sužnjem, ki jih je imel kot upravnik. Z njim se niso strinjali predstavniki oblasti v Santu Domingu, niti duhovniki ali funkcionarji. Svoje nezadovoljstvo s stanjem in prošnje o izboljšanju položaja je naslavljal na dvor v Madrid, vendar ni dobil odziva. Odločil se je, da bo odpotoval v Madrid in prepričal kralja v osnovanje zakonov, ki bodo preprečili suženjstvo, in s tem ustavil iztrebljanje staroselcev. Želel je braniti svoje prepričanje v to, da bi morala Španija in Novi svet tvoriti celoto, v katerem bi prva širila evangelij. Tako je poleti 1515 opravil prvega od svojih 14 potovanj čez ocean in se sestal s takratnim kraljem, Fernandom II.. Ta ga je podprl in napotil pred odbor, ker pa je bolehal in kmalu tudi umrl, je odbor razpadel in zanimanje o pravicah staroselcev je ugasnilo.

### Nadaljnji poskusi za izboljšanje položaja staroselcev
Las Casas se je napotil k namestniku in začasnemu kralju Kastilije, Franciscu Jiménezu de Cisneru. Ta mu je podelil naziv varuha človekovih pravic staroselcev, dvornega svetovalca za vprašanja staroselcev in informatorja novega odbora, ki ga bo spremljal v Ameriko. Slednji se ob prihodu na Hispanjolo ni izkazal za podpornika, saj so ga podkupovali ali pa so mu grozili upravniki, zato se je Las Casas vrnil v Španijo in se sestal z novim kraljem Karlom V., kjer ga je podprl kancler Jean le Sauvage. 11. decembra 1517 so bili javno predstavljeni njegovi načrti o človeškosti staroselcev, njihovem pokristjanjevanju in civiliziranju, organiziranju skupnosti in ustavitvi njihovega izkoriščanja. Predlagal je uvoz temnopoltih sužnjev, dokler se kaže potreba po delovni sili, saj so vzdržljivejši in odpornejši. To možnost so takoj upoštevali, Bartolomé pa se je kmalu zavedel napake, ki jo je s to idejo naredil, ostali predlogi pa niso dosegli pričakovanih rezultatov zaradi smrti kanclerja. Zaradi hitrega iztrebljanja plemena Taínos, ki jih je hotel zaščititi, se je marca 1519 prestavil v Barcelono, da bi dobil pooblastilo o njihovem pokristjanjevanju. Zaradi sistematičnega zakonodajnega študija in sodelovanja s politiki je postal ekspert v poznavanju njihovega načina razmišljanja. Vedel je, da je kralj odvisen od evropskih bank in, posledično, davkov, ki jih dobiva z Novega sveta, zato mu je obrazložil, da z nasilnim koloniziranjem bogatijo le lokalni veljaki. Carlos V mu je tako podelil pravice o naseljevanju obale Paria, vendar ta praksa ni prinesla vidnih sprememb.

### Umik in pisanje
Razočaran se je leta 1523 zaprl v samostan reda dominikancev, kjer je ostal deset let, ter se posvečal branju teoloških spisov in izboljševal znanje o pravu. V tem času je napisal osrednja dela: najprej je nastala Apologética historia sumaria in nato ključna Historia general (1527). Nastala je na podlagi sistematičnega zbiranja rokopisov, pisem in dokumentov o osvajanju Amerike in z dodajanjem izsledkov lastnega raziskovanja o kulturi staroselcev. Bil je eden prvih zgodovinarjev, ki je opozarjal na enakovrednost ras in govoril o pluralizmu civilizaciji in ne o eni sami, ki je pravilna, ter s tem pokazal na relativnost evropskega pogleda.

### Politična angažiranost
To obdobje ga je utrdilo in še dodatno opolnomočilo za aktivnost v boju za pravice staroselcev. Ponovno je začel s političnim aktivizmom. Leta 1534 je obiskal Venezuelo, Peru, Nuevo Granado, Darién in Gvatemalo. Pet let kasneje je bil vpleten v nov škandal v Nikaragvi, kjer je bil odgovoren za poraz Špancev, kar je dvor v Madridu dojel kot izdajo. Ponovno je odpotoval v Španijo, kjer ni bil kaznovan. Tam je ostal štiri leta in v tem času napisal delo Uničevanje Indijancev in evangelizacija in bil imenovan v škofa. Na skupščini v Valladolidu je 20. novembra 1542 dosegel sprejetje novih zakonov o staroselškem vprašanju in reorganizacijo Sveta za zadeve staroselcev (Consejo de Indias) leta 1543. Novi zakon je prepovedoval suženjstvo staroselcev, njihovo vključevanje pod upravniki, predvideval pacifiško pokristjanjevanje in jih priznaval za svobodne z zaključnimi besedami: »Ameriške staroselce se v vseh okoliščinah obravnava kot svobodne državljane kastiljskega kraljestva, saj med njegovimi prebivalci in prebivalci Amerike ni nikakršnih razlik.« V Ameriki teh zakonov ni bilo mogoče uveljaviti, saj so bile takratne vladajoče elite odvisne od suženjstva in pod njihovo voljo je klonil tudi kralj, ki je 20. novembra 1545 preklical zakone.

### Vnovičen poraz in nova taktika
Las Casas je sprevidel, da politične bitke ne bo dobil, zato se je umaknil in zopet predal teološkemu delu. Kot škof v Chiapasu (Mehika) je napisal (kasneje izdano) delo Avisos y reglas de confesores, v katerem je opisal pogoje, pod katerimi je mogoče dati odvezo konkvistadorjem, lastnikom haciend, upravnikom ter trgovcem s sužnji ali z orožjem. Dosegel je pravno potrditev izpolnjevanja odvez, ki se jim je spovedani zaobljubil. V večini primerov so bile posledica njihove oporoke v korist staroselcem. V Confesionariu je opisal, kako ravnati s premoženjem pokojnika. Bojazen pred peklom je bila močnejši kot pred kraljem, zato se je situacija staroselcev vsaj nekoliko izboljšala, dokler se ni strah pomiril in je moral Bartolomé leta 1547 vnovič na zagovor pred kastiljske oblasti.

### Zadnja leta življenja
V preostalih desetih letih življenja se je posvečal zgodovinopisju, antropološkemu in pravniškemu raziskovanju ter skušal pridobiti podporo v prid staroselcem in usklajeval odprave duhovnikov in misionarjev.
Leta 1550 se je na veliki skupščini o nadaljnjem odkrivanju, osvajanju in prebivalstvu Amerike zoperstavil Juanu Ginésu de Sepúlvedi, ki je zagovarjal rasno manjvrednost staroselcev in njihovo »naravno suženjstvo« z Aristotelovimi argumenti ter s tem upravičenost ravnanj konkvistadorjev. Las Casas je po krščanskem prepričanju zagovarjal enakost vseh ljudi in ras ter dosegel, da je Sepúlveda odstopil s svojega položaja na dvoru. Čeprav je premagal konkvistadorsko ideologijo, se v realnosti položaj staroselcev še vedno ni popravil.
Po tem dogodku se je Las Casas umaknil s položaja škofa in se posvečal organiziranju misijonarskih ekspedicij ter preučevanju literature za dokončanje Historie de Indias ter se pripravljal na izdajo številnih traktatov. Končal jo je leta 1562 in v njej napovedal uničenje Španije kot kazen za nepravičnost, ki so jo Španci in Evropejci prizadejali ameriškim staroselcem. Čeprav je imel že 90 let je pisal spomine, kot je De Thesauris, kjer se je spraševal o pravičnosti prilaščene zemlje in bogastva v Ameriki. 
Umrl je 17. julija 1566 v samostanu v Madridu in bil pokopan v kapeli, njegove ostanke pa so kasneje prenesli v dominikanski samostan v Valladolid.

## Prevedena dela
- Nadvse kratko poročilo o Indijah. Prevedel Andrej Lokar. Uredil, spremno študijo napisal in z znanstvenim aparatom opremil Jernej Šček. Družina, Ljubljana 2021.

## Izbor del
- Historia de la destrucción de las Indias
- De único vocationis modo (Del único modo de atraer a todos los pueblos a la verdadera religión)
- Uničevanje Indijancev in evangelizacija
- Los dieciséis remedios para la reformación de las Indias
- Apologética historia sumaria
- De thesauris
- Treinta proposiciones muy jurídicas[12]